# 世界點字日
世界點字日（英語：World Braille Day），又稱世界盲文日，是1月4日的一個國際日，旨在提高人們對點字作為一種交流手段在充分實現盲人和視障人士人權方面的重要性的認識。活動日期由聯合國大會於2018年11月透過公告選定，並標誌著這一書寫系統的創造者路易·布萊葉的生日。2019年1月4日是第一個世界點字日。